# Edward Stafford (homme politique)
Pour les articles homonymes, voir Stafford.
Sir Edward William Stafford, né le 23 avril 1819 à Édimbourg et mort le 15 février 1901 à Londres, est un homme d'État néo-zélandais. Troisième Premier ministre du pays, il exerce trois fois cette fonction entre 1856 et 1872. À l'âge de 37 ans, il est le plus jeune premier ministre qu'ait connu la Nouvelle-Zélande. Il est également le premier à exercer durablement cette fonction, et ainsi à y apporter de la stabilité, ses deux prédécesseurs n'ayant gouverné chacun que deux semaines. « Populiste [et] nationaliste », travailleur acharné, foncièrement pragmatique, il est favorable à une centralisation des pouvoirs au niveau national, s'opposant aux partisans d'une autonomie des provinces.

## Jeunesse
Il naît en Écosse, d'un père issu de la gentry (petite noblesse) irlandaise, et grandit en Irlande, l'île faisant alors partie du Royaume-Uni. Après des études à Trinity College à Dublin, il s'installe à Nelson en Nouvelle-Zélande en janvier 1843, trois ans après l'annexion de celle-ci par l'Empire britannique. Il élève des moutons et des chevaux dans la vallée de Wairau, dans le nord de l'île du Sud.

## Carrière politique

### À Nelson
Il entre en politique sur le plan local, co-fondant l'Association constitutionnelle de Nelson en 1848 pour exiger la mise en place d'un gouvernement responsable - c'est-à-dire un exécutif contrôlé par un corps législatif élu. Il est favorable à l'instauration du suffrage universel.
En 1853, à la suite de la mise en place d'institutions pour un gouvernement responsable au niveau des provinces, il est élu surintendant de Nelson, par le conseil provincial élu. Il est le premier tenant de ce titre. À la tête de la province, il met en place un système d'éducation gratuite, laïque et obligatoire, qui servira ensuite de modèle à l'ensemble du pays. Il développe les infrastructures de la province au moyen de travaux publics.
Il épouse Emily Charlotte en septembre 1846. Elle est la fille de William Wakefield, de l'influente New Zealand Company, l'entreprise moteur de la colonisation de la Nouvelle-Zélande. Le couple n'a pas d'enfants, et son épouse décède en 1857, à l'âge de 29 ans. En décembre 1859, il épouse Mary Bartley, dont il aura cinq enfants.

### En politique nationale

#### Représentant de Nelson à la Chambre (1853-1856)
Les premières élections législatives nationales ont lieu en 1853. Stafford n'y prend pas part, étant hostile par principe au cumul des mandats aux niveaux provincial et national. Il renonce donc à la surintendance de Nelson pour se lancer en politique nationale deux ans plus tard, étant candidat pour représenter la circonscription de Nelson à la Chambre des représentants. Il est élu, sans étiquette puisqu'il n'y a pas encore de partis politiques. Il est déjà une figure respectée, en raison de sa bonne gestion de la province, et les députés lui proposent de devenir le premier premier ministre du pays. Il refuse, ne bénéficiant pas du soutien des grands centres urbains (Wellington et Auckland). Les deux premiers premiers ministres, Henry Sewell et William Fox, ne conservent successivement le pouvoir que deux semaines chacun, avant d'être démis par un jeune Parlement à la majorité encore fluctuante. Le 2 juin 1856, Edward Stafford devient premier ministre, avec l'appui d'une majorité des députés,.

#### Premier mandat de Premier ministre (1856-1861)
À la suite de l'échec de ses deux prédécesseurs, il est le premier à pouvoir réellement gouverner. Il clarifie les relations financières entre le gouvernement national et les provinces, et s'attèle au développement d'un régime parlementaire efficace. Durant la première année de son gouvernement, le Parlement adopte trente-six lois ; il souhaite en effet poser les fondements d'une législation proprement néo-zélandaise, autonome vis-à-vis de la législation britannique impériale. Se pose également la question des rapports entre le premier ministre et le gouverneur, nommé par Londres. Stafford décide que son conseil des ministres n'inclura pas le gouverneur, réduisant ainsi le rôle de celui-ci. Pour autant, le gouverneur demeure responsable des politiques ayant trait aux Maori ; le gouvernement impérial estime que le sort des Maori ne peut être confié aux colons, trop souvent avides d'accaparer leurs terres. Cette exemption provoque des désaccords et des tensions entre Stafford et le gouverneur Thomas Gore Browne.
Stafford souhaite en effet que les colons aient davantage accès aux terres maori, et que davantage de terres puissent être vendues pour encourager la venue de nouveaux colons. La croissance démographique et économique de la toute jeune colonie en serait renforcée. Néanmoins, il s'oppose fermement à toute mesure coercitive à l'encontre des Maori, respectant leur propriété de leurs terres. En 1859, alors qu'il est en visite en Europe, plusieurs de ses ministres s'accordent avec le gouverneur Thomas Browne pour ouvrir de force la région du Waikato à l'expansion coloniale, et y contraindre les Maori à vendre des terres. Dans le Waikato et le Taranaki, les tribus maori qui récusent l'autorité coloniale se sont assemblés en un mouvement indépendantiste, le Kingitanga, et refusent par principe toute vente de leurs terres. Faisant fi des objections de Stafford, en mars 1860, ses collègues déclenchent une guerre contre les Maori du Taranaki. De retour au pays, Stafford poursuit la guerre avec réticence. Les troupes coloniales font face à une résistance farouche, et ses adversaires lui reprochent son manque de volonté dans le conflit. Une récession de l'économie entame également sa popularité, et conforte l'opposition au Parlement, galvanisée par William Fox. Le 12 juillet, le gouvernement Stafford perd de justesse sa majorité au Parlement, et démissionne. Fox lui succède à la tête du pays.

#### Deuxième mandat de Premier ministre (1865-1869)
Après cinq années de gouvernement Stafford, le pays connaît une certaine instabilité politique : quatre premiers ministres se succèdent en quatre ans. Les autorités coloniales envahissent le Waikato, et saisissent de nombreuses terres maori. Durant ce temps, Stafford se consacre principalement à l'élevage de ses cheveux, préparant patiemment son retour sur le devant de la scène politique. Le 16 octobre 1865, le premier ministre Frederick Weld démissionne pour raisons de santé, et Stafford saisit sa chance. Il obtient le soutien de suffisamment de députés pour former un gouvernement, bien qu'il ait de nombreux ennemis. Malgré l'opposition des principaux journaux, les élections législatives de 1866 lui sont favorables. Son gouvernement doit gérer la continuité de conflits armés sporadiques contre des rebelles maori : les guerres maori, qui s'avèrent onéreuses, soulevant de réels problèmes financiers.
Œuvrant pour la paix, et pour l'intégration des Maori dans la société coloniale, Stafford leur confère en 1867 le droit de vote au suffrage universel masculin, et quatre sièges réservés au Parlement. Dès lors, des députés maori vont prendre part activement à la vie politique coloniale. Il obtient également du gouverneur George Bowen qu'il « pardonne » des chefs maori rebelles. Les terres saisies ne sont pas restituées, toutefois, et les guerres maori reprennent l'année suivante, sous l'impulsion notamment du chef Titokowaru dans le Taranaki. Cette même année, le chef Te Kooti et ses hommes massacrent cinquante-quatre personnes, dont des femmes et des enfants, près de Gisborne. Le 24 juin 1869, alors que les forces maori ont été réprimées, le Parlement retire sa confiance au gouvernement Stafford et le contraint une nouvelle fois à la démission, le punissant non seulement pour sa gestion de la guerre, mais aussi pour la récession que connaît le pays, et pour sa réduction de l'autonomie politique des provinces. Stafford demande au gouverneur une dissolution de la chambre et des élections législatives anticipées, afin d'obtenir un mandat directement du peuple. Face au refus du gouverneur, il démissionne avec amertume.

#### Dernier mandat de Premier ministre (septembre-octobre 1872)
Il passe trois ans comme chef de l'opposition, face à un gouvernement Fox dominé par un ambitieux ministre des Finances, Julius Vogel, qui lance une politique de grands travaux et d'encouragement de l'immigration pour le développement de la colonie. Stafford est globalement favorable à cette politique, mais critique néanmoins assidûment la gestion économique de son adversaire. Il se reconstitue une faible majorité au Parlement, et reprend le pouvoir le 10 septembre 1972, promettant de continuer la politique de Vogel sur des bases financières plus saines. Il conserve le pouvoir moins d'un mois, avant que des députés ne changent à nouveau de camp, conférant une majorité de deux sièges à l'opposition. Ayant demandé à nouveau en vain une dissolution de la chambre en vue d'élections, Stafford démissionne, pour la troisième et dernière fois.
Au cours des années qui suivent, il se lie d'une certaine amitié pour Julius Vogel, et soutient ses politiques. Vogel, premier ministre de 1873 à 1876, souhaite même voir Stafford lui succéder. Ce dernier refuse, lassé par la politique et souffrant désormais des yeux. Il quitte le Parlement en février 1878, et quitte également la Nouvelle-Zélande, s'installant à Londres.

### Après la politique
Arrivé au Royaume-Uni en 1879, il est fait chevalier de l'ordre de Saint-Michel et Saint-Georges. Le gouvernement britannique propose de le nomme gouverneur de Madras (en Inde) ou du Queensland (en Australie), mais il refuse, restant en Angleterre pour se lancer dans les affaires. Il est bientôt à la tête de plusieurs entreprises, et est fait chevalier grand-croix de l'ordre de Saint-Michel et Saint-Georges en 1887. Il décède le 14 février 1901.

## Titulature
Sir Edward Stafford GCMG